# Dirección General de Gestión del Sistema de Acogida de Protección Internacional y Temporal
La Dirección General de Gestión del Sistema de Acogida de Protección Internacional y Temporal fue un órgano del Gobierno de España, adscrito al Ministerio de Inclusión, Seguridad Social y Migraciones, a través de la Secretaría de Estado de Migraciones, que entre marzo de 2022 y diciembre de 2023 fue responsable de la coordinación del sistema español de protección internacional y temporal, así como del mantenimiento de los centros de acogida estatales, la gestión de subvenciones en este ámbito y la colaboración de las distintas entidades públicas y privadas.

## Historia

### Contexto
Este órgano directivo se creó a finales de marzo de 2022 y se hizo mediante la separación de las funciones de la Dirección General de Programas de Protección Internacional y Atención Humanitaria. Este hecho fue debido al drástico aumento de solicitantes de protección internacional de refugiados ucranianos tras la invasión Rusa de Ucrania y en cumplimiento de la Decisión 2022/382 del Consejo de la Unión Europea del 4 de marzo de 2022, en su formación de Justicia y Asuntos de Interior (JAI), que estableció un mandato a los Estados miembros para que adoptasen el mecanismo de protección temporal para su aplicación inmediata en relación con las personas desplazadas en el marco del mencionado conflicto.
España, mediante Acuerdo del Consejo de Ministros de 8 de marzo de ese año, amplió el ámbito subjetivo de los beneficiarios establecidos en la Decisión 2022/382 del Consejo, considerando como tales a los nacionales ucranianos que estuvieran en España antes del 24 de febrero y que no pudieran regresar a Ucrania, los nacionales de terceros países con residencia temporal en Ucrania, incluyendo en ambos casos a familiares de estos grupos, y los nacionales de Ucrania en situación irregular en el país.

### Creación
Así, la mencionada Dirección General asumió todas las funciones relativas a la gestión de emergencias migratorias y sus infraestructuras y gestión de programas de atención humanitaria para migrantes, mientras que la nueva dirección general asumió todo lo concerniente a la gestión del sistema español de acogida.
Para ello, se le adscribió la Subdirección General de Programas que ahora pasaba a llamarse Subdirección General de Programas de Protección Internacional —que se encargaba de la gestión del sistema español de acogida, subvenciones, inclusión de solicitantes de asilo, refugiados y otros beneficiarios de protección internacional y, en su caso, apátridas y personas acogidas al régimen de protección temporal— y se creaba en su seno una nueva Subdirección General de Centros del Sistema de Acogida para la gestión de todo lo relativo a estos centros.
En diciembre de 2023, se suprimió, regresando sus funciones a la Dirección General de Atención Humanitaria.

## Estructura y funciones
La Dirección General desarrolló sus funciones a través de los siguientes órganos:
- La Subdirección General de Programas de Protección Internacional, a la que corresponde la planificación, desarrollo, y seguimiento del sistema de acogida en materia de protección internacional y temporal en coordinación con la Secretaría General de Objetivos y Políticas de Inclusión y Previsión Social; la gestión de subvenciones y otros instrumentos de financiación y gestión para la colaboración con entidades públicas y privadas cuyas actividades se relacionen con la acogida e inclusión de solicitantes de asilo, refugiados y otros beneficiarios de protección internacional y, en su caso, apátridas y personas acogidas al régimen de protección temporal; así como la concertación con otros departamentos ministeriales, comunidades autónomas, entidades locales y entidades públicas y privadas de actuaciones de acogida e inclusión de solicitantes de asilo, refugiados y otros beneficiarios de protección internacional y, en su caso, apátridas y personas acogidas al régimen de protección temporal, en coordinación con la Secretaría General de Objetivos y Políticas de Inclusión y Previsión Social.
- La Subdirección General de Centros del Sistema de Acogida, a la que la planificación, gestión y seguimiento de centros de titularidad pública estatal del sistema de acogida de protección internacional y la gestión patrimonial de los recursos muebles e inmuebles en lo que afecta a los centros de titularidad pública estatal del sistema de acogida de protección internacional.

## Titulares
- Amapola Blasco Marhuenda (2022–2023)[6]